# Sī Bon
Sī Bon (persiska: سی بن) är en ort i Iran.   Den ligger i provinsen Mazandaran, i den norra delen av landet, 110 km norr om huvudstaden Teheran. Sī Bon ligger 133 meter över havet och antalet invånare är 350.
Terrängen runt Sī Bon är varierad. Runt Sī Bon är det ganska tätbefolkat, med 108 invånare per kvadratkilometer. Närmaste större samhälle är Nashtā Rūd, 8,7 km nordväst om Sī Bon. I omgivningarna runt Sī Bon växer i huvudsak blandskog.